# Humberto Valdés

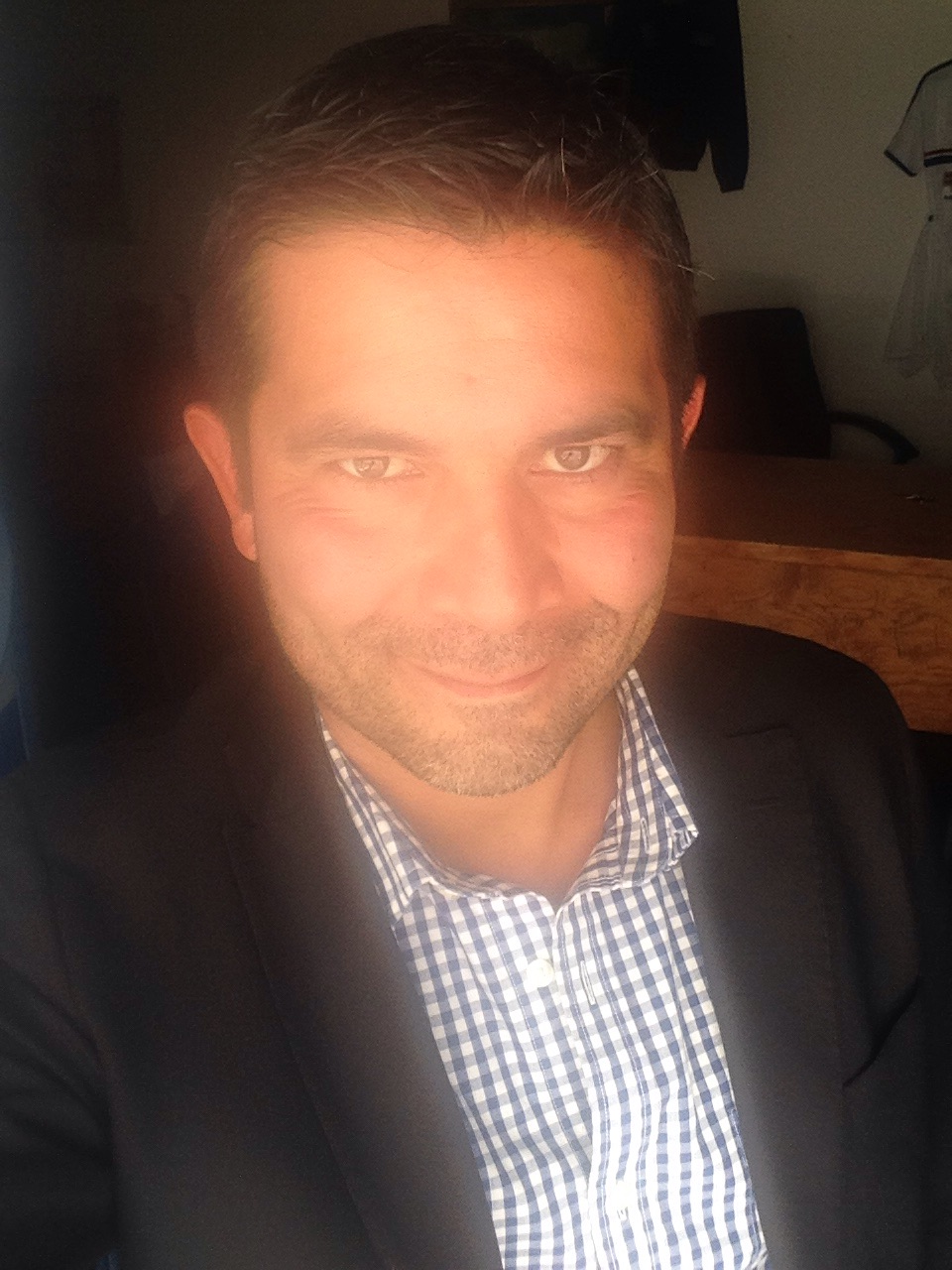
Humberto Valdés (2015)

Humberto Adolfo Valdés Neveu (* 2. September 1973 in Mexiko-Stadt) ist ein ehemaliger mexikanischer Fußballspieler, der vorwiegend in der Verteidigung bzw. im defensiven Mittelfeld agierte und nach seiner aktiven Laufbahn eine Tätigkeit als Fußballkommentator bei der Mediengruppe Televisa begann.

## Laufbahn
Valdés stand von Sommer 1993 bis Winter 1997 bei seinem „Heimatverein“ Club Deportivo Social y Cultural Cruz Azul unter Vertrag, mit dem er 1996 den CONCACAF Champions’ Cup sowie 1997 den Meistertitel und den Pokalwettbewerb gewann. Allerdings gehörte Valdés zu den selten eingesetzten Spielern, der in den Spielen um die mexikanische Fußballmeisterschaft nur zu insgesamt 29 Einsätzen kam und in der Meistersaison Winter 1997 überhaupt nicht eingesetzt wurde. Dafür kam er im Pokalfinale der Saison 1996/97 gegen den Lokalrivalen Toros Neza (2:0) ebenso zum Einsatz wie in dem Endrundenspiel um den CONCACAF Champions’ Cup 1996 gegen den Stadtrivalen Necaxa, das 1:1 endete. Später spielte er noch für das Farmteam Cruz Azul Hidalgo, das 2003 in Cruz Azul Oaxaca umbenannt wurde.

## Erfolge
- Mexikanischer Meister: Invierno 1997
- Mexikanischer Pokalsieger: 1997
- CONCACAF Champions’ Cup: 1996